# Preunschen
Preunschen ist ein Gemeindeteil des Marktes Kirchzell im unterfränkischen Landkreis Miltenberg in Bayern.

## Geographie
Das Kirchdorf Preunschen liegt auf 450 m ü. NHN an der Kreisstraße MIL 17 auf einem Bergrücken zwischen den Tälern von Gabelbach und Mud. Nordöstlich des Ortes steht die Ruine Wildenberg. Im Süden von Preunschen verläuft die Landesgrenze zu Baden-Württemberg. Nördlich befindet sich Kirchzell, südlich liegen die zu Mudau gehörenden Dörfer Donebach und Mörschenhardt. Auf der Gemarkung von Preunschen befindet sich das Dorf Buch. Das Watterbacher Haus (erbaut 1475) wurde 1981 nach Preunschen versetzt; seit 1997 ist darin ein Waldmuseum eingerichtet.

## Geschichte
Erstmals urkundlich erwähnt wurde Preunschen am 19. Mai 1271 anlässlich des Verkaufs der Burg Wildenberg mit den zugehörigen Dörfern Kirchzell, Buch, Preunschen, Donebach, Mörschenhardt, Schloßau und Mudau durch Ulrich von Dürn und seine Gemahlin Adelheid an das Erzstift Mainz.
Preunschen hatte 1964 insgesamt 339 Einwohner, davon 241 im Hauptort und 98 im gehörigen Kirchdorf Buch. Die Gemeinde wurde am 1. Januar 1975 nach Kirchzell eingegliedert.